# پروپنیدازول
پروپنیدازول (انگلیسی: Propenidazole) یک داروی ضد قارچ و مشتق ضد عفونت ایمیدازول است که در پزشکی زنان و زایمان به کار می‌رود.